# Kingdom Builder
Kingdom Builder és un joc de tauler guanyador del premi Spiel des Jahres de 2012 on cal construir el reialme més poderós col·locant peces al tauler. Es combina la sort amb l'estratègia. El joc presenta diverses expansions, que amplien el tauler de joc i els objectius.

## Regles
Els jugadors reben a cada torn una carta que indica el tipus de terreny en què es podrà construir. Llavors poden col·locar tres fitxes de manera que, sempre que sigui possible, toquin a peces pròpies que ja estiguin al tauler. Quan una fitxa toca una casella especial d'edifici, el jugador guanya aquell bonus. Els bonus permeten accions addicionals optatives a cada torn: col·locar més peces o moure alguna de les ja posades. La puntuació final és definida per les cartes d'objectiu del joc, que indiquen si se sumen punts per reialme gran, per posseir més caselles de castell, per una especial disposició de les fitxes o per estar a un determinat terreny. La suma total de les diferents cartes dona el guanyador.